# България на Световното първенство по футбол 1938

## България в квалификациите
Група 7
- 7 ноември 1937 г., България – Чехословакия 1:1
- 24 април 1938 г., Чехословакия – България 6:0

| № | Страна       | Голове | Точки |
| - | ------------ | ------ | ----- |
| 1 | Чехословакия | 7:1    | 3     |
| 2 | България     | 1:7    | 1     |